# Синиця південноазійська
Синиця південноазійська (Parus cinereus) — вид горобцеподібних птахів родини синицевих (Paridae).

## Поширення
Мешкає в лісах Південної та Південно-Східної Азії.

## Спосіб життя
Харчується комахами, насінням і плодами. Розміщує гнізда в дуплах або порожнинах у крутих стінах. Сезон розмноження залежить від географічного положення (з лютого по травень і з вересня по листопад для південних підвидів, щоб уникнути мусонів, або влітку для північних підвидів). Самиця відкладає 4-6 (іноді більше, до 9) яєць.

## Підвиди
- P. c. cinereus (Vieillot, 1818) – Ява, Малі Зондські острови;
- P. c. intermedius (Zarudny, 1890) - Іран , Туркменістан;
- P. c. decolorans (Koelz, 1939) - Афганістан, Пакистан;
- P. c. ziaratensis (Whistler, 1929) - південний Афганістан, західний Пакистан;
- P. c. caschmirensis (E. J. O. Hartert, 1905) - західні Гімалаї;
- P. c. nipalensis (Hodgson, 1837) - північно-західна Індія;
- P. c. vauriei (Ripley, 1950) - північно-східна Індія;
- P. c. stupae (Koelz, 1939) - Центральна Індія;
- P. c. mahrattarum (E. J. O. Hartert, 1905) - південна Індія (Західні Гати), Шрі-Ланка;
- P. c. templorum (Meyer de Schauensee, 1946) - західний Таїланд, південний Індокитай;
- P. c. hainanus (E. J. O. Hartert, 1905) - Хайнань;
- P. c. ambiguus (Raffles, 1822) - Малайський півострів, Суматра;
- P. c. sarawacensis (Slater, 1885) - Борнео.